# Taktart
Taktart beskriver den måde en takt er opdelt i. Dette gøres ved hjælp af en uforkortet brøk, eksempelvis 3/4. Dette betyder, at takten er inddelt i 3 dele bestående af fjerdedelsnoder.
Den i popmusikken mest benyttede taktart er 4/4. Taktarten 3/4 er typisk kendt fra vals og kendes ved en swingende fornemmelse i musikken. I pop/rockgenren forekommer denne dog oftest i de mere stille ballader.